# Limnοthalassa Epanοmis kai Thalassia Paraktia Zoni
Limnοthalassa Epanοmis kai Thalassia Paraktia Zoni este o arie protejată (arie specială de conservare — SAC, sit de importanță comunitară — SCI) din Grecia întinsă pe o suprafață de 807,8 ha, integral pe uscat.

## Localizare
Centrul sitului Limnοthalassa Epanοmis kai Thalassia Paraktia Zoni este situat la coordonatele 40°23′02″N 22°54′17″E / 40.383758°N 22.904654°E.

## Înființare
Situl Limnοthalassa Epanοmis kai Thalassia Paraktia Zoni a fost declarat sit de importanță comunitară în august 1996 pentru a proteja 3 specii de animale. Situl a fost protejat și ca arie specială de conservare în martie 2011.

## Biodiversitate
Situată în ecoregiunile marină mediteraneană și mediteraneană, aria protejată conține 12 habitate naturale: Bancuri de nisip acoperite în permanență slab de apă marină, Straturi cu Posidonia (Posidonion oceanicae), Lagune de coastă, Vegetație anuală la limita mareei, Salicornia și alte specii anuale care populează regiunile mlăștinoase și nisipoase, Pășuni mediteraneene udate de apa mării (Juncetalia maritimi), Tufărișuri halofile mediteraneene și termo-atlantice (Sarcocornetea fruticosi), Dune mobile cu vegetație embrionară, Dune mobile de-a lungul țărmului cu Ammophila arenaria („dune albe”), Depresiuni intradunale umede, Dune cu Euphorbia terracina, Galerii și tufărișuri riverane sudice (Nerio-Tamaricetea și Securinegion tinctoriae).
La baza desemnării sitului se află mai multe specii protejate:
- mamifere (1): delfin mare (Tursiops truncatus)
- pești (1): Aphanius fasciatus
- reptile (1): Chelonia mydas

Pe lângă speciile protejate, pe teritoriul sitului au mai fost identificate 1 specie de plante, 2 specii de mamifere, 1 specie de nevertebrate, 1 specie de pești.